# Жамсранжавын Галсандаш
Жамсранжавын Галсандаш (монг. Жамсранжавын Галсандаш; 1870 — 30 сентября 1930) — Егузэр-хутухта IV, религиозный и политический деятель Монголии начала XX века.

## Биография
Родился в 1870 году в семье хатагинского тайджи Жамсранжава в Цэрэнбазаровском хошуне Сэцэн-ханского аймака Внешней Монголии, в местности Зуун-Нухтийн-Мэндсайхан (ныне сомон Эрдэнэцагаан аймака Сухэ-Батор). В пять лет был опознан как хубилган Егузэр-хутухты; при монашеском посвящении получил имя Агваанлувсанданзан.
Посетил в паломничествах Пекин, Долоннор, Утайшань, Кумбум, Барун-Дзу, Да-Хурэ. В 1902 году согласно рескрипту Богдо-гэгэна VIII получил титулы хутухты и хамбо. В 1911 году сочувствовал событиям национальной революции; в 1913 году был назначен Богдо-ханом на должность министром благоустройства юго-восточных областей. Начиная с этого времени и до 1920 года Галсандаш много времени проводил в разъездах; бывал в Хулунбуире (Дорнод), во внутреннемонгольских Западно-хучитском и Восточно-хучитском хошунах, встречался и от имени правительства вёл переговоры с чахарским ваном Задавжавом, гуном Бавужавом, ваном Найданжавом. В период борьбы за независимость поддерживал борьбу с китайцами в восточной Монголии, скрывал повстанцев Бавужава в своем монастыре. Когда в результате этого его монастырь заняли и разграбили китайские войска, ведшие преследование Бавужава, он был арестован, но вскоре освобожден в результате ноты протеста, изданной правительством Богдо-хана. В переговорах с князьями Внутренней Монголии призывал к объединению в единое монгольское государство. В 1913 году при его участии в восточной Монголии была уничтожена банда хунхузов. В 1915 г. при уничтожении Шударга-Батором Бавуужавом немецкой диверсионной группы, намеревавшейся взорвать КВЖД, являлся "связующим звеном" между российскими дипломатами и Бавужавом .
Учитывая его связи с соседними монгольскими регионами, барон Р. Ф. Унгерн переписывался с ним, считая его «соединительным мостом» между монголами Халхи, Внутренней Монголии и Барги.
После победы Народной революции Галсандаш был приглашён в Ургу и 15 июня 1921 года переназначен в Народное правительство на ту же министерскую должность. Во время инцидентов на монгольско-китайской границе неоднократно принимал у себя в монастыре и всемерно содействовал Бумцэнду, Дугаржаву, Гомбо-Идшину. В 1923 году шабинское хозяйство Галсандаша в Хан-Хэнтий-Уульском аймаке было преобразовано в Эрдэнэмандал-Уульский хошун.
В 1930 году в ходе общегосударственных репрессий был привлечён по «Делу Эрэгдэндагвы», был обвинён в содействии делу свержения Народного правительства, в том, что подписал письмо, отправленное Панчен-ламе и Далай-ламе, и 30 сентября был расстрелян. В мае 1990 года реабилитирован. В российских архивах сохранились подробные данные о его вывозе в Улан-Батор, конфискации его имущества, обвинениях и судебном процессе .